# 長五郎餅

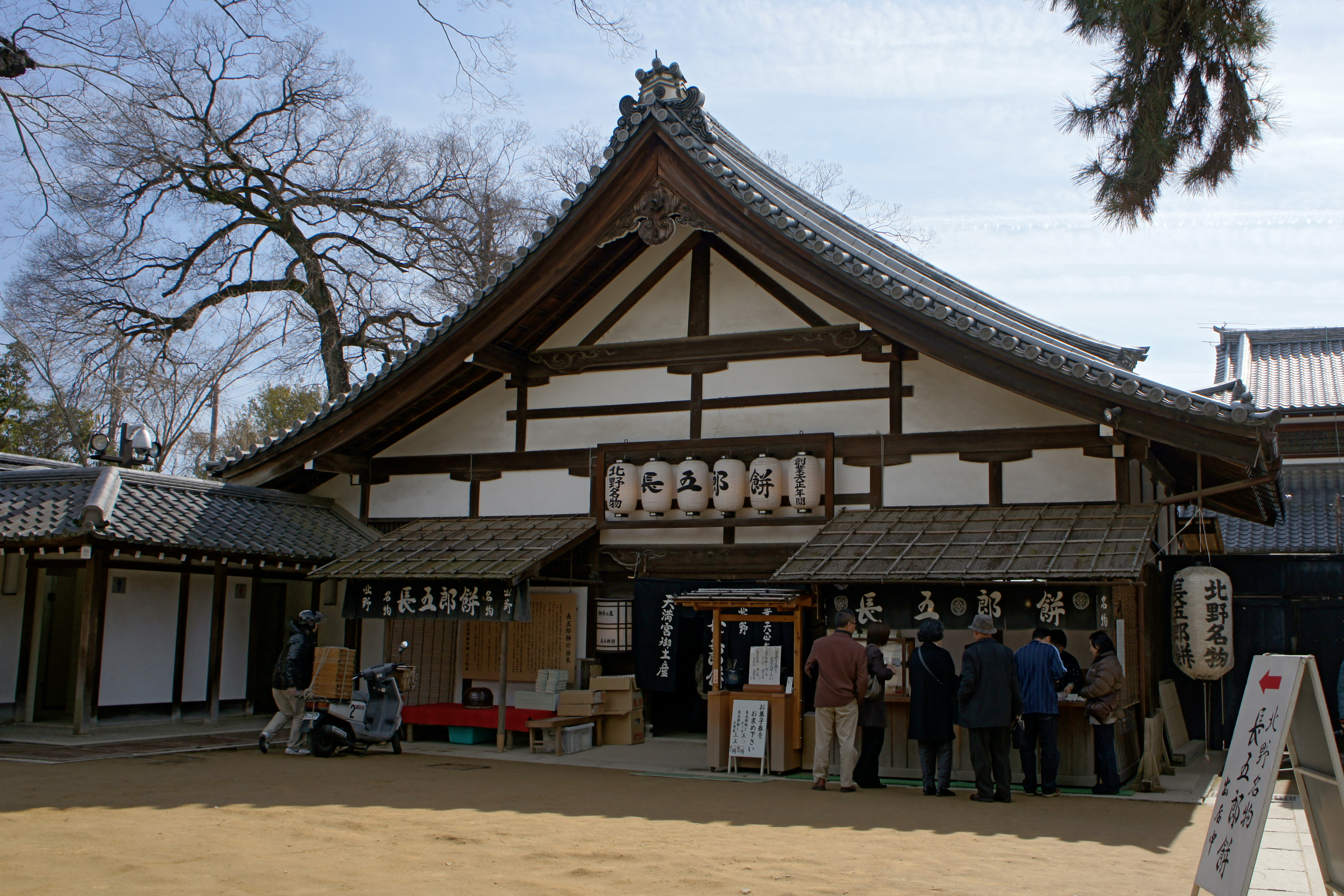
北野天満宮境内茶店

長五郎餅（ちょうごろうもち）は、餡を羽二重餅でくるんだ菓子で、北野天満宮の名物。餡入り餅の祖とされている。

## 由緒
長五郎餅は、天正年間、紅葉の名所として多くの参詣客で賑わっていた当時の北野天満宮で、葭州張りに床几を並べて参詣客をもてなしていた河内屋長五郎によって考案された。当時の菓子は味も見た目も素朴なものが主流だったが、長五郎が作ったこの菓子は、上品で洗練された味とその意匠で評判を呼んだ。
天正15年（1587年）、豊臣秀吉が北野で催した北野大茶湯において、この餅が茶菓として使われたところ、秀吉から高く評価され、「長五郎餅」との命名を下賜された。その後、長五郎餅は河内屋長五郎の後裔によって作られ続け、明治維新まで皇室の御用達となり、小松宮家や山階宮家といった各宮家からも愛された。明治維新の際、京都詰めとなった諸国の大名が長五郎餅をこぞって買ったことから、その名声が全国へと広まった。